# دوروس
دوروس (به انگلیسی: Dorus)، در اسطوره‌های یونان، پسر هلن و اورسئیس است.
او سر سلسله دوریاییها محسوب می‌شود.